# Klass A 1954/55
Die Saison 1954/55 war die neunte Spielzeit der Klass A als höchste sowjetische Eishockeyspielklasse. Den sowjetischen Meistertitel sicherte sich zum insgesamt vierten Mal der ZSK MO Moskau.

## Modus
Die zehn Mannschaften der Klass A spielten in der Hauptrunde in Hin- und Rückspiel gegen jeden Gruppengegner, wodurch die Anzahl der Spiele pro Mannschaft 18 betrug. Meister wurde die Mannschaft mit den meisten Punkten. Für einen Sieg erhielt jede Mannschaft zwei Punkte, bei einem Unentschieden gab es einen Punkt und bei einer Niederlage null Punkte.

## Tabelle
|     | Klub                   | Sp | S  | U | N  | T   | GT  | Punkte |
| --- | ---------------------- | -- | -- | - | -- | --- | --- | ------ |
| 1.  | ZSK MO Moskau          | 18 | 17 | 0 | 1  | 142 | 16  | 34     |
| 2.  | Krylja Sowetow Moskau  | 18 | 15 | 0 | 3  | 143 | 26  | 30     |
| 3.  | HK Dynamo Moskau       | 18 | 14 | 2 | 2  | 111 | 27  | 30     |
| 4.  | Awangard Tscheljabinsk | 18 | 8  | 1 | 9  | 59  | 73  | 17     |
| 5.  | Daugava Riga           | 18 | 6  | 4 | 8  | 42  | 57  | 16     |
| 6.  | KKM Elektrostal        | 18 | 5  | 3 | 10 | 48  | 96  | 13     |
| 7.  | ODO Leningrad          | 18 | 6  | 0 | 12 | 55  | 85  | 12     |
| 8.  | Awangard Leningrad     | 18 | 4  | 4 | 10 | 41  | 108 | 12     |
| 9.  | Dynamo Nowosibirsk     | 18 | 3  | 3 | 12 | 44  | 125 | 9      |
| 10. | Torpedo Gorki          | 18 | 3  | 1 | 14 | 46  | 118 | 7      |

Sp = Spiele, S = Siege, U = unentschieden, N = Niederlagen, OTS = Overtime-Siege, OTN = Overtime-Niederlage, SOS = Penalty-Siege, SON = Penalty-Niederlage

## Beste Torschützen
Abkürzungen: T = Tore, V = Assists, Pkt = Punkte; Fett: Saisonbestwert
| Spieler              | Team                  | Tore |
| -------------------- | --------------------- | ---- |
| Alexei Guryschew     | Krylja Sowetow Moskau | 41   |
| Alexander Uwarow     | HK Dynamo Moskau      | 27   |
| Wsewolod Bobrow      | ZSK MO Moskau         | 25   |
| Nikolai Chlystow     | Krylja Sowetow Moskau | 20   |
| Wladimir Grebennikow | Krylja Sowetow Moskau | 19   |
| Juri Pantjuchow      | ZSK MO Moskau         | 19   |
| Juri Krylow          | ZSK MO Moskau         | 19   |

## Sowjetischer Meister
| Meister ZSK MO Moskau | Torhüter: Grigori Mkrtytschan, Nikolai Putschkow Verteidiger: Pawel Schiburtowitsch, Genrich Sidorenkow, Nikolai Sologubow, Iwan Tregubow, Dmitri Ukolow, Alexander Winogradow Angreifer: Jewgeni Babitsch, Juri Baulin, Wsewolod Bobrow, Wladimir Brunow, Alexander Komarow, Juri Kopylow, Konstantin Loktew, Juri Pantjuchow, Wiktor Schuwalow, Alexander Tscherepanow Cheftrainer: Anatoli Tarassow |